# لاسان
لاسان (انگلیسی: Lawson) شرکت خرده‌فروشی ژاپنی است، که در سال ۱۹۳۹ تأسیس شد.